# Глауберман Абба Юхимович
Абба Юхимович Глауберман (11 листопада 1917, Варшава — 12 червня 1974, Одеса) — український радянський фізик-теоретик, доктор фізико-математичних наук, професор.

## Біографія
Абба Юхимович Глауберман народився 11 листопада 1917 р. у Варшаві. У 1918 р. родина Глауберманів переїхала до Одеси, де Абба Юхимович прожив до 1941 року.
У 1939 р. А. Ю. Глауберман закінчив фізико-математичний факультет Одеського державного університету (сьогодні — Одеський національний університет імені І. І. Мечникова), а з 1939 по 1941 р. він був аспірантом і асистентом кафедр молекулярної і теоретичної фізики Одеського державного університету.
У 1941 році під час німецько-радянської війни А. Ю. Глауберман пішов на фронт, брав участь у бойових діях, потрапив у полон. В 1943 році втік з полону, вистрибнувши на ходу з ешелону, брав участь у партизанському русі в Білорусі.
У 1944—1946 старший викладач фізики Гідрометеорологічного інституту Головного управління гідрометео-служби Червоної Армії (м. Одеса).
З 1946 р. А. Ю. Глауберман навчався в аспірантурі кафедри теоретичної фізики Ленінградського політехнічного інституту (науковий керівник Я. І. Френкель).
У 1948 р. після захисту кандидатської дисертації (Теорія поверхневого натягу металів) А. Ю. Глауберман отримав направлення у Львівський університет. Там же в 1957 р. він захистив докторську дисертацію (рос. Некоторые вопросы кинетической теории систем взаимодействующих частиц).
1948 року працював старшим викладачем кафедри експериментальної фізики.
1949 — доцент кафедри теоретичної фізики.
1953—1957 — декан фізичного факультету.
1954—1956 — в. о. завідувача, 1957 в. о. професора, 1958 професор кафедри теоретичної фізики
1958—1964 — завідувач кафедри фізики твердого тіла.
1964—1966 завідувач кафедри теорії твердого тіла Львівського університету.
У 1966 р. родина Глауберманів повертається до Одеси, де Абба Юхимович займає посаду директора НДІ фізики Одеського державного університету.

## Наукова та педагогічна діяльність
Наукові інтереси Абби Глаубермана стосувались проблем квантової теорії твердого тіла і статистичної теорії конденсованих систем; побудови квантово-електронної теорії поверхневого натягу металів та бінарних металевих сплавів; удосконалення теорії поверхневої енергії іонних кристалів; питань теорії контакту метал-напівпровідник або метал-діелектрик у зовнішньому електричному полі, з'ясування одного з механізмів так званого ефекту Пуля, побудови нової форми загального методу вузлових елементарних збуджень у неметалевих кристалах; теорії напівпровідників у зовнішніх полях; теорії напівпровідників у рідкому стані.
А. Ю. Глауберману належать дослідження Х-центрів в лужно-галоїдних кристалах. Зокрема під керівництвом А. Ю. Глаубермана досліджувалися люмінесцентні, магнітооптичні, фотоемісійні властивості кристалів з квазіметалевими центрами (КМЦ). Теорія КМЦ знайшла застосування в поясненні структури центрів прихованого зображення у фотографії.
Серед робіт відомими є праці А. Ю. Глаубермана з теорії генерації електронним пучком екситонів і спінових збуджень, впливу фононної підсистеми на ймовірність утворення власних точкових дефектів в неметалевих кристалах.
А. Ю. Глауберман — автор близько 150 наукових праць, двох підручників (зокрема першого оригінального підручника «Квантова механіка» українською мовою) і кількох навчальних посібників, зокрема:
- Лекції з теоретичної механіки (Львів, 1957; у співавторстві);
- Фізика діелектриків. Ч. 1 (Львів, 1959);
- Лекції з теоретичної фізики. Теоретична механіка (Львів, 1960; зі співавт.);
- Квантова механіка (Львів, 1962).

Отримав патент на Фокусуючий монохроматор рентгенівського випромінювання.
Серед учнів А. Ю. Глаубермана — професор, Рувінський М. А., член-кореспондент Національної академії наук України Стасюк І. В., академік Національної академії наук України Юхновський І. Р.

### Праці
- Глауберман Абба Юхимович. Фізика атома та квантова механіка: навчальний посібник / А. Ю. Глауберман. — К. : Вища школа, 1972. — 292 с[6].

## Цікавий факт
Будучи 7-річним хлопчиком, Абба Глауберман узяв участь у зйомках одного з найкращих фільмів усіх часів і народів Броненосець «Потьомкін», який знімався в Одесі. Він отримав від Сергія Ейзенштейна роль хлопчика, якого на Потьомкінських сходах застрелили карателі, а потім по його тілу біг знавіснілий натовп.